# Marianowo (rejon lidzki)
Marianowo (biał. Мар’янова, Marjanowa; ros. Марьяново, Marjanowo) – wieś na Białorusi, w obwodzie grodzieńskim, w rejonie lidzkim, w sielsowiecie Dworzyszcze.

## Historia
W dwudziestoleciu międzywojennym leżało w Polsce, w województwie nowogródzkim, w powiecie lidzkim, w gminie Żyrmuny. W 1921 miejscowość liczyła 70 mieszkańców, zamieszkałych w 11 budynkach, w tym 47 Białorusinów i 23 Polaków. 47 mieszkańców było wyznania prawosławnego i 23 rzymskokatolickiego.
Po II wojnie światowej w granicach Związku Radzieckiego. Od 1991 w niepodległej Białorusi.